# Divizia Națională 1999-2000
Divizia Națională 1999-2000 a fost a noua ediție a Diviziei Naționale de la obținerea independenței.  La această ediție numărul de cluburi participante a fost de 10.

## Mișcarea echipelor în sezonul 1998-1999
La finalul sezonului precedent a retrogradat direct FC Nistru Otaci, iar Energhetic Dubăsari a obținut promovarea directă. Barajul de promovare nu s-a mai disputat după ce Migdal Carahasani s-a retras, astfel Unisport Chișinău și-a păstrat locul în prima divizie.
Înainte de startul sezonului FC Unisport Chișinău și FC Nistru Otaci au fuzionat, noul club format a luat numele de FC Nistru-Unisport Otaci.

## Clasament final
| Locul | Clubul                    | M  | V  | E  | î  | GM | GP  | Pct | Note                        |
| ----- | ------------------------- | -- | -- | -- | -- | -- | --- | --- | --------------------------- |
| 1     | FC Zimbru Chișinău        | 36 | 25 | 7  | 4  | 78 | 21  | 82  |                             |
| 2     | FC Sheriff Tiraspol       | 36 | 25 | 6  | 5  | 77 | 25  | 81  |                             |
| 3     | Constructorul Chisinau    | 36 | 18 | 11 | 7  | 52 | 23  | 65  |                             |
| 4     | FC Nistru-Unisport Otaci  | 36 | 16 | 11 | 9  | 53 | 28  | 59  |                             |
| 5     | CS Tiligul-Tiras Tiraspol | 36 | 12 | 13 | 11 | 35 | 33  | 49  |                             |
| 6     | FC Olimpia Bălți          | 36 | 13 | 7  | 16 | 42 | 51  | 46  |                             |
| 7     | FC Agro Chișinău          | 36 | 10 | 10 | 16 | 36 | 56  | 40  |                             |
| 8     | Moldova Gaz Chișinău      | 36 | 10 | 9  | 17 | 37 | 48  | 39  | Retrogradate în Divizia "A" |
| 9     | Roma Bălți                | 36 | 8  | 6  | 22 | 28 | 66  | 30  | Retrogradate în Divizia "A" |
| 10    | Energhetic Dubăsari       | 36 | 2  | 2  | 32 | 13 | 100 | 8   | Retrogradate în Divizia "A" |

## Topul marcatorilor
| Loc | Jucător           | Club                        | Goluri |
| --- | ----------------- | --------------------------- | ------ |
| 1   | Serghei Rogaciov  | Sheriff Tiraspol            | 20     |
| 2   | Victor Berco      | Zimbru Chișinău             | 15     |
| 2   | Vladimir Pustovit | Moldova Gaz / Constructorul | 15     |
| 4   | Vladimir Dovghii  | Constructorul Chișinău      | 14     |
| 4   | Iurie Miterev     | Zimbru Chișinău             | 14     |
| 6   | Serghei Pogreban  | Tiligul Tiraspol            | 12     |
| 6   | David Mudjiri     | Sheriff Tiraspol            | 12     |
| 6   | Alexandru Berco   | Nistru-Unisport Otaci       | 12     |
| 9   | Viorel Frunză     | Agro Chișinău               | 11     |